# Йоганн Еренверт фон Фіхтель
Йоганн Еренверт фон Фіхтель (29 вересня 1732, Пруссія — 4 лютого 1795) — австрійський державний службовець і мінералог.

## Життєпис
Фіхтель почав навчання в Пресбурзі. У 17 років він уже вивчав право і незабаром отримав роботу в Трансільванії, згодом у Рахунковій палаті у Відні. З 1768 року вдруге працював бухгалтером у королівській палаті в Трансільванії. У 1778 р. він був радником у Сібіу, а в 1785 р. директором митного контролю у Відні. Його останньою роботою до самої смерті в 1795 році була радник в Трансільванії.

## Праці
- Beitrag zur Mineralgeschichte von Siebenbürgen, 2 Bände, Nürnberg I780.
- Mineralogische Bemerkungen von den Karpaten, 2 Bände, Wien 1791.
- Mineralogische Aufsätze, Wien 1794.